# Marcin Urbaś
Marcin Krzysztof Urbaś (né le 17 septembre 1976 à Cracovie) est un athlète polonais, spécialiste du sprint, retiré des compétitions depuis 2009.

## Biographie
Sa meilleure performance sur 60 m en salle est de 6 s 80 et sur 200 m de 20 s 84. En plein air, il a obtenu un 19 s 98 (demi-finale lors des championnats du monde à Séville en 1999).

### Palmarès
| Date | Compétition                    | Lieu     | Résultat | Épreuve   | Performance |
| ---- | ------------------------------ | -------- | -------- | --------- | ----------- |
| 1999 | Championnats du monde          | Séville  | 5e       | 200 m     | 20 s 30     |
| 1999 | Championnats du monde          | Séville  | 5e       | 4 x 100 m | 38 s 70     |
| 2000 | Jeux olympiques                | Sydney   | 8e       | 4 x 100 m | 38 s 96     |
| 2001 | Universiade                    | Pékin    | 1er      | 200 m     | 20 s 56     |
| 2002 | Championnats d'Europe en salle | Vienne   | 1er      | 200 m     | 20 s 64     |
| 2002 | Championnats d'Europe          | Munich   | DNF      | 200 m     | —           |
| 2002 | Championnats d'Europe          | Munich   | 2e       | 4 x 100 m | 38 s 71     |
| 2003 | Championnats du monde          | Paris    | 5e       | 4 x 100 m | 38 s 96     |
| 2004 | Championnats du monde en salle | Budapest | 6e       | 200 m     | 21 s 49     |
| 2004 | Jeux olympiques                | Athènes  | 5e       | 4 x 100 m | 38 s 54     |
| 2005 | Championnats d'Europe en salle | Madrid   | 3e       | 200 m     | 21 s 04     |